# Троицкая церковь (Киренск)
Церковь Пресвятой Троицы — утраченный православный храм, располагавшийся в городе Киренске Иркутской области. Находился в Усть-Киренском Троицком монастыре. Решением СНК РСФСР был взят под государственную охрану как памятник архитектуры.

## Исторические сведения
Первую деревянную Троицкую церковь заложили в 1665 году по грамоте митрополита Тобольского и Сибирского Симеона, по ходатайству старца Гермогена. Иеромонаху Гермогену не суждено было освятить церковь, так как его схватили в 1666 году разбойные люди, убившие воеводу Лаврентия Обухова, и в качестве заложника увезли в Даурскую землю. Старец Гермоген возвратился из плена в 1689 году в основанный им Усть-Киренский Троицкий монастырь, куда привёз с собой из Албазина икону Спаса Нерукотворного, почитавшуюся как чудотворная. Гермоген скончался в 1690 году и был погребён за правым клиросом в созданной им деревянной Троицкой церкви. Церковь сгорела в 1775 году. В связи с наводнением монастырь был перенесён на более высокое место. Вместо сгоревшей Троицкой церкви была освящена другая — во имя Пресвятой Троицы, устроенная в келье на средства купца А. Г. Пежемского. Данную церковь перенесли в 1786 году на место, где стояла первая Троицкая церковь, и вторично освятили. Настоятелем монастыря назначили в 1783 году игумена Вонифатия (Березина) родом из Великого Устюга. По грамоте иркутского епископа Михаила Вонифатий заложил 1 сентября 1784 года в монастыре каменную Троицкую церковь.

## Описание храма
Троицкая церковь входила в монастырский комплекс, имеющий более ранние постройки, что повлияло на облик здания и его стилистику. Нижний этаж был построен при В. Березине, он украсил иконостас, написанные им иконами и освятил (28 января 1790) предел во имя Пресвятой Троицы. Кроме того, он написал иконы во Владимирскую надвратную церковь (позже переименованную в Николаевскую) и в деревянную Троицкую церковь. Закончили строительство верхнего храма в новой каменной церкви (1817). Предел во имя Казанской Божией Матери (затем переосвящённый во имя Усекновения главы Иоанна Предтечи) освятили (20 сентября 1817). Таким образом, в церкви 1-го этажа располагался тёплый Троицкий предел, во втором — холодный летний Предтеченский. В трапезной освятили (1838) придел во имя Иннокентия, епископа Иркутского.
Церковь отремонтировали (1853) на средства киренского купца С. В. Маркова и заново освятили (1854). В резном иконостасе Троицкого предела сберегалась чудотворная икона Спаса Нерукотворного, принесённая Гермогеном. Образ помещался в киоте со слюдою, устроенным С. В. Марковым. Большой колокол для церкви весом 140 пудов 35 фунтов был отлит в Иркутске (1838). Длина всей постройки была 18, ширина 5,25, высота до креста 12,5 сажень. Троицкая церковь по архитектуре значительно отличалась от каменных иркутских церквей того периода. Своеобразным было её декоративное убранство, близкое по стилю оформление имела лишь Спасская церковь (1810) в селе Петропавловском. Фасадный декор 1-го и 2-го этажей был различен: нижнего — барочная, что соответствовало времени строительства. Второй этаж был декорирован в формах классицизма. Композиция фасада во 2-м этаже храма, симметричная и торжественная, носила светских характер. Стену членили на 3 вертикальные части, сдвоенные пилястры с широкой средней частью, которую акцентировало крупное венецианское окно под люнетом. Церковь завершалась восьми скатным куполом, упрощённые грани которого перекликались с шатровой формой покрытия Николаевской церкви. Сходство этих церквей можно уловить и в венчании колокольни каскадной кровлей со шпилем и в необычном завершении апсиды шатриком.
Постановление СНК РСФСР Троицкий монастырь взят под государственную охрану, но это не уберегло его от разрушений. В настоящее время от Троицкой церкви сохранился лишь фрагмент 1-го этажа храмовой части.